# Балабанов, Константин Васильевич
Константин Васильевич Балабанов (род. 4 октября 1949 года, с. Малоянисоль Донецкой области) — украинский учёный, доктор политических наук, профессор, член-корреспондент НАПН Украины, ректор Мариупольского государственного университета (1992 - 2020 гг.), советник ректора Мариупольского государственного университета, профессор МГУ (2020 - по настоящее время). Заслуженный работник образования Украины, член-корреспондент академического филологического общества «Парнас» (Греция) и Пелоританской академии (Италия), Почётный доктор Янинского университета и Фракийского университета имени Демокрита (Греция) 2018. Почетный генеральный консул Республики Кипр в Мариуполе (2006). 

## Научная деятельность
Константин Балабанов начал работу в системе высшего образования в 1982 году в Донецком государственном университете, сначала ассистентом, затем старшим преподавателем, доцентом. С 1992 по 2020 гг. работал ректором Мариупольского государственного университета.
Является автором более 300 научных работ, изданных в Украине и за рубежом. Специализация — теория и история международных отношений, межгосударственное сотрудничество, проблемы евроинтеграции. Под его научным руководством защищены 1 докторская, 16 кандидатских диссертаций по проблемам политологии.

## Награды и звания
- Орден князя Ярослава Мудрого V ст. (2009)
- Орден князя Ярослава Мудрого IV ст. (2019)[1]
- Орден «За заслуги» І, ІІ, ІІІ степеней
- медали Национальной академии педагогических наук Украины «Константин Ушинский» (2009), «Григорий Сковорода» (2014), «Иван Франко» (2019), «Владимир Мономах» (2021)
- Орден «Честь» (Греция)

- Орден «Звезда итальянской солидарности» (2008)

- Орден «Звезда Италии» (Италия) (2014)
- Почетный гражданин города Асклепион (Греция) (2000), Почетный гражданин Мариуполя (2000), Никольского района и села Малоянисоль (2004)

- Орден Украинской Православной Церкви «Равноапостольного князя Владимира» І и ІІ степеней
- Почётный титул «Посланник эллинизма»
- Почётный генеральный консул Республики Кипр в Мариуполе

- По оценке американского журнала «Time» (1997) К. Балабанов — один из 8 выдающихся греков зарубежья, которые своей деятельностью в области науки, культуры и экономики получили всемирное признание.